# Star Prairie (Wisconsin)
Star Prairie es una villa ubicada en el condado de St. Croix en el estado estadounidense de Wisconsin. En el Censo de 2010 tenía una población de 561 habitantes, y una densidad poblacional de 100,28 personas por km².

## Geografía
Star Prairie se encuentra ubicada en las coordenadas 45°11′51″N 92°31′56″O / 45.19750, -92.53222. Según la Oficina del Censo de los Estados Unidos, Star Prairie tiene una superficie total de 5.59 km², de la cual 5.59 km² corresponden a tierra firme, y (0%) 0 km² es agua.

## Demografía
Según el censo de 2010, había 561 personas residiendo en Star Prairie. La densidad de población era de 100,28 hab./km². De los 561 habitantes, Star Prairie estaba compuesto por el 96.61% blancos, el 0% eran afroamericanos, el 1.43% eran amerindios, el 0.89% eran asiáticos, el 0% eran isleños del Pacífico, el 0% eran de otras razas y el 1.07% pertenecían a dos o más razas. Del total de la población el 1.6% eran hispanos o latinos de cualquier raza.